# Colour Me Free!
Colour Me Free é o quarto álbum de estúdio da cantora Joss Stone, lançado em 20 de outubro de 2009 pela Target nos Estados Unidos, e em outras localidades dia 2 de novembro.
O álbum estreou no nº 10 da Billboard 200, vendendo 27 mil cópias na primeira semana. Apesar de o álbum ter sido muito elogiado pela crítica, como os outros trabalhos da cantora, foi seu maior fracasso na carreira musical. Por conta dos problemas com a gravadora, o álbum não foi muito divulgado e vendeu apenas 500 mil cópias mundialmente.
| Críticas profissionais                                                      | Críticas profissionais |
| Avaliações da crítica                                                       | Avaliações da crítica  |
| Fonte                                                                       | Avaliação              |
| --------------------------------------------------------------------------- | ---------------------- |
| About.com                                                                   | [ 4 ]                  |
| Allmusic                                                                    | [ 5 ]                  |
| Boston Herald                                                               | (B+)                   |
| Chicago Sun-Times                                                           | [ 7 ]                  |
| Entertainment Weekly                                                        | (B)                    |
| The Independent                                                             | [ 9 ]                  |
| Lincoln Journal Star                                                        | (A-)                   |
| Los Angeles Times                                                           | [ 11 ]                 |
| Metro News                                                                  | [ 12 ]                 |
| New York Post                                                               | [ 13 ]                 |
| Esta tabela precisa de ser acompanhada por texto em prosa. Consulte o guia. |                        |

## Faixas
1. "Free Me" (Joss Stone, Conner Reeves, Jonathan Shorten, Kenya Baker) – 3:53
2. "Could Have Been You" (Stone, Reeves, Shorten) – 4:52
3. "Parallel Lines" (com Jeff Beck e Sheila E.) (Stone, Reeves, Shorten) – 4:26
4. "Lady" (Stone, Reeves, Shorten) – 4:22
5. "4 and 20" (Stone, Reeves, Shorten) – 5:06
6. "Big 'Ol Game" (com Raphael Saadiq) (Stone, Saadiq) – 4:30
7. "Governmentalist" (com Nas) (Stone, Hayley Carline, Neville Malcolm, Nasir Jones, Reeves, Shorten) – 5:42
8. "Incredible" (Stone, Michael Bowes, Pete Cherry, Colin Hickson, Nikolaij Joel, Paddy Milner, Shorten, Richie Stevens) – 2:46
9. "You Got the Love" (Anthony B. Stephens, Arnecia Michelle Harris) – 3:35
10. "I Believe It to My Soul" (com David Sanborn) (Ray Charles) – 4:19
11. "Stalemate" (com Jamie Hartman) (Stone, Jamie Hartman, Camilla Boler) – 4:18
12. "Girlfriend on Demand" (Stone, Dan Mackenzie) – 4:30
13. Mr. Wankerman"  (Stone, Javier Colon, Antonia Jenaé) (faixa escondida) – 13:44

## Divulgação
- Joss Stone divulgou o álbum fazendo alguns shows no Mama Stone's, a casa de shows da sua mãe.